# Андре Бійого Поко
Андре Бійого Поко (фр. André Biyogo Poko, нар. 7 березня 1993, Бітам) — габонський футболіст, півзахисник клубу «Аль-Халідж» (Сейгат). 
Виступав, зокрема, за клуб «Бордо», низку турецьких клубів, а також національну збірну Габону.

## Клубна кар'єра
Андре Бійого Поко у дорослому футболі дебютував 2009 року виступами за команду зі свого рідного міста «Бітам», в якій провів два сезони.
У 2011 році на молодого габонського футболіста звернули увагу скаути відомого французького клубу «Бордо». 31 серпня 2011 року футболіст підписав із клубом із столиці Гасконі 3-річний контракт. Проте перший сезон футболіст грав виключно за другу команду клубу «Бордо Б». У першій команді габонський півзахисник дебютував у матчі Ліги Європи проти команди «Ньюкасл Юнайтед» 6 грудня 2012 року.. 13 грудня 2012 року Поко дебютував у Лізі 1 у матчі з «Сент-Етьєном».. Усього в найвищому французькому футбольному дивізіоні футболіст зіграв 73 матчі.
До складу клубу «Карабюкспор» приєднався 2016 року. Виступав у складі команди з Карабюка до 2018 року, після чого перейшов до складу іншої турецької команди «Гьозтепе» з Ізміра. У 2020 році габонський футболіст перейшов до іншої команди з Ізміра «Алтай». З 2022 року Бійого Поко грає в саудівському клубі «Аль-Халідж».

## Виступи за збірні
2012 року захищав кольори олімпійської збірної Габону. У складі збірної — учасник футбольного турніру на Олімпійських іграх 2012 року у Лондоні, проте в основному складі команди футболіст не зіграв.
2010 року дебютував в офіційних матчах у складі національної збірної Габону. Наразі провів у формі головної команди країни 76 матчів, забивши 3 голи.
У складі збірної був учасником Кубка африканських націй 2012 року у Габоні та Екваторіальній Гвінеї, Кубка африканських націй 2015 року в Екваторіальній Гвінеї, Кубка африканських націй 2017 року у Габоні.

## Титули і досягнення
- Володар Кубка Франції (1):

«Бордо»: 2012-13
Збірні
- Чемпіон Африки (U-23): 2011